# 分界广南医院
分界广南医院，位于中国广东省茂名市高州市分界镇，为高州市文物保护单位，类型为近现代重要史迹及代表性建筑，公布时间为2005年。
分界广南医院的历史年代为民国。